# 석성 (명나라)

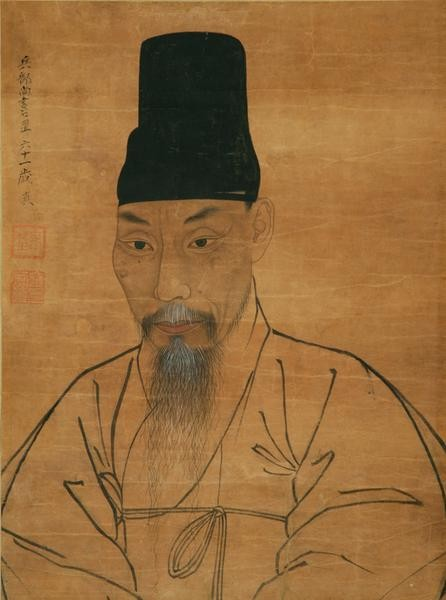
석성

석성(중국어: 石星, 생년 미상 ~ 만력 27년(1599년))은 명나라의 문신이다. 자는 공진(拱辰), 호는 동천(東泉). 북직례 동명현(현재의 산둥성 둥밍 현) 출신.

## 생애
석성은 1559년 진사(進士)가 되고, 이과급사중(吏科給事中)에 발탁되었다. 만력(萬曆) 초에 재기하여 예부시랑, 병부상서(兵部尙書) 등을 지냈다.
예부시랑 당시에는 자신의 부인 류씨를 구해준 역관 홍순언과의 인연으로 조선의 종계변무도 해결해 주었으며 조선에서 임진왜란(壬辰倭亂)이 일어난 후 홍순언이 구원병을 청하여 석성은 만력제에게 조선으로의 출병을 청하였다.
후에 도요토미 히데요시(豊臣秀吉)를 달래는 것으로서 일본국왕에 봉하는 것이 좋겠다고 주장하였으나 실패한 뒤 삭탈관직 및 하옥되어 1599년 옥사하였다.

## 사후
석성이 죽은 뒤 그의 자식인 , 석재금은 해주 석씨, 성주 석씨, 조주 석씨의 시조가 되었다.

## 석성이 등장한 작품
- 《불멸의 이순신》- (KBS1,2004년, 배우:원석연)
- 《징비록》 - (KBS1, 2015년, 배우:이원발)

## 같이 보기
- 홍순언

| 전임 왕일악 | 명나라의 병부 상서 1591년 8월 15일 ~ 1597년 3월 29일 | 후임 전락 |